# 高中里
高中里，是台灣高雄市桃源區的一里，位於該區西南側。現任里長為范茂益。

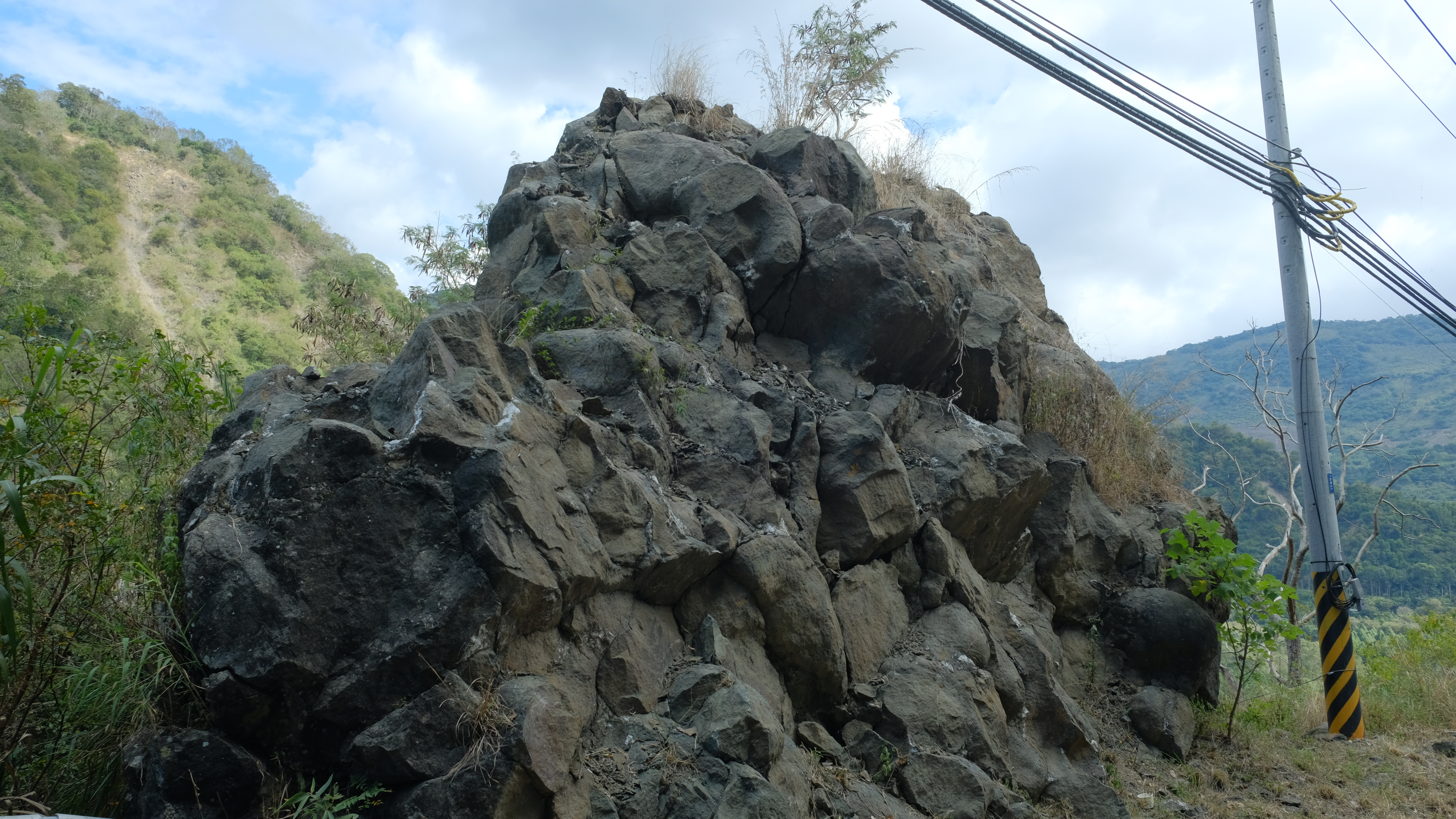
高中 枕狀熔岩

境內有南部橫貫公路經過，在地形上，近高中檢查哨附近之出露枕狀熔岩為臺灣本島規模最大，並具良好枕狀外型，每個枕狀塊直徑約 0.3 至 1 公尺，分布面積達 31,521 平方公尺  。

## 外部連結
- 桃源區公所 （页面存档备份，存于）